# Roger Pigaut
Roger Pigaut (Vincennes, 8 d'abril de 1919 – París, 24 de desembre de 1989) va ser un actor i director cinematogràfic francès.

## Biografia
El seu nom complet era Roger Paul Louis Pigot i va néixer a Vincennes, França. Casat amb Joëlle Bernard, va actuar en 40 films entre 1943 i 1980.
El 1938, Roger Pigaut segueix els cursos de teatre de Raymond Rouleau i l'any següent, és admès al Conservatoire; però a causa de la guerra, marxa al Sud de França.
Entre 1943 i 1978, fa més d'una quarantena de films i troba els seus papers més destacats a Sortilèges de Christian-Jaque (1944), Antoine i Antoinette de Jacques Becker (1947), Les Frères Bouquinquant de Louis Daquin (1948), i Una història simple de Claude Sautet (1978), el seu últim film.
També ha dirigit sis films, i actuat al teatre.
Roger Pigaut va estar casat amb Betsy Blair i a continuació amb Joëlle Bernard.
Pigaut va morir a París, França, el 1989, a causa d'una aturada cardíaca.

## Filmografia
Les seves pel·lícules més destacades són:

### Actor
- 1968: Angélique i el sultà

### Televisió
- 1965: Les Chevaliers du ciel, sèrie de TV, temporada 1
- 1968: Les Chevaliers du ciel, sèrie de TV, temporada 2
- 1969: Les Chevaliers du ciel, sèrie de TV, temporada 3
- 1970: Mauregard, sèrie de Claude de Givray
- 1971: Quentin Durward, de Gilles Grangier
- 1974: Les Faucheurs de marguerites, de Marcel Camus

## Director
- 1957: Le Cerf-volant du bout du monde, amb Wang Kia-Yi
- 1965: La jeune morte
- 1971: Comptes à rebours
- 1972: Trois milliards sans ascenseur
- 1975: Li Guêpier
- 1977: Miss (TV)

Ajudant d'adreça
- 1963: Germinal, de Yves Allégret

Guionista
- 1972: Trois milliards sans ascenseur, de Roger Pigaut

## Teatre
- 1951: Dîner de têtes, de Jacques Prévert, escenografia d'Albert Médina, Fontaine des Quatre-Saisons
- 1953: Kean, de Jean-Paul Sartre, escenografia de Pierre Brasseur, Teatre Sarah Bernhardt
- 1964: Le temps viendra, de Romain Rolland, escenografia de Guy Kayat, Teatre Romain Rolland Villejuif
- 1965: Le temps viendra, de Romain Rolland, escenografia de Guy Kayat, Teatre Récamier